# 津尼奥·范赫斯登
津尼奥·范赫斯登（荷蘭語：Zinho Vanheusden；1999年7月29日—），是一名比利时足球运动员，场上司职中后卫，現時効力西班牙皇家足協甲組聯賽球队馬貝拉，亦是比利时国家队成员之一。

## 俱乐部生涯

### 国际米兰
2015年中期，在标准列日的青训系统中度过了7个赛季后，范赫斯登加盟了国际米兰青训。在2016–17赛季意甲联赛进行到最后阶段时，范赫斯登被时任主教练提拔至国际米兰一线队。他也在2017–18赛季意甲联赛开始后出现在球队的替补席上，但没有获得出场机会。在效力“蓝黑军团”期间，范赫斯登也曾随国际米兰U-19赢得了2016–17赛季的意大利青年联赛冠军，作为主力中后卫的他也表现十分出色。2017年9月27日，在国际米兰青年队与基辅迪纳摩的青年欧冠比赛中，范赫斯登的左膝前十字韧带断裂，最终伤缺了近4个月之久。2018年1月26日，范赫斯登与国际米兰续约至2022年6月。

#### 租借加盟标准列日
2018年1月30日，范赫斯登租借加盟比甲球队标准列日，租期至2018年6月30日，并可延长租期一年。2018年4月14日，在标准列日1-0小胜根特的比甲附加赛中，范赫斯登首发登场，完成了职业比赛首秀。

### 标准列日
2019年6月28日，标准列日正式签下范赫斯登。据媒体报道，他的转会费为1250万欧元，超过了尼古拉·斯坦丘所创造的比利时联赛球员转会费记录。

## 国家队生涯
2020年10月8日，在比利时1-1战平科特迪瓦的友谊赛中，范赫斯登首发登场，完成了成年国家队首秀。

## 个人生活
范赫斯登得名于巴西足球运动员津尼奥，后者在1994年世界杯中发挥出色，因此范赫斯登的父母为其取名为“津尼奥·范赫斯登”。